# Högeffektslysdiod
En högeffektslysdiod är en typ av lysdiod som är mycket ljusintensiv i förhållande till sin förbrukade effekt. 
Denna typ av lysdioder avger mycket ljus med hjälp av högeffektschip med en ström på 350 mA, 700 mA eller 1000 mA. Ljuset som en Power-LED avger innehåller ingen värme, istället finns en direktinkopplad värmeavledare på baksidan av lysdioden där värmen som bildas i dioden leds undan för att möjliggöra starkare ljusflöde. Ett exempel: Vid -20 °C så avger dioden 20 % mer ljus än vid +20 °C (AlInGaP - Aluminium Indium Gallium Phosphide).
Lysdioder är i allmänhet känsliga för värme, delvis också beroende på dopning och strukturuppbyggnad på chipet. I de kraftfulla Power-LED som utvecklar mycket värme måste detta hanteras noggrant. Genom att kontrollera lysdiodens värmeutveckling har man också kontroll på dess degradering och livslängd. För att lysdioden skall lysa jämnt och fint behöver temperaturfördelningen hållas under kontroll (Heat Management). Ljusnedgången kan fastställas i förväg genom att beräkna temperaturförändringen och livslängden hos lysdioden.

## Historia
Omkring 1999 introducerades kommersiella lysdioder som hade förmågan att använda 1 watt sammanhängande inmatningseffekt. Dessa lysdioder använde mycket större halvledarsocklar för att hantera den större effekten. Halvledarsocklarna monterades även till metallklumpar för att avleda värmen från sockeln. 
År 2002 introducerades 5 W lysdioder med effektivitet på 18-22 lumen per watt. Den hade dock en hel del värmeproblem så den drogs tillbaka helt av tillverkaren. 
Man räknar med att år 2005 kommer 10 watts lysdioder bli tillgängliga med effektiviteten 60-100 lumen per watt. Dessa enheter kommer att producera mer ljus än en 60 W glödlampa och kommer att främja användningen av lysdioder för vanliga belysningsbehov. I slutet av 2004 var det mest extrema mellan 60 och 70 lumen per watt.
Ett patent lämnades in 2005 för lysdioder avsedda för växelström som ska börja produceras av en Koreansk tillverkare.

## Egenskaper

### Ljusstyrka
Power-LED har karakteristiken ljusstark. Den ger ett koncentrerat ljus på mer än 200 lumen beroende på färg och variant samt tillförlitlighet i mer än 70-200 000 timmar beroende version. Färgåtergivningen ligger på 65 - 96 Ra. Ljusutbytet styrs till stor del av hur högt Ra-värde som behövs precis som verkliga data på ett lysrör.
Styrkan ger den också dess nackdel då det krävs aluminium eller koppar-substratkretskort för att kyla dem. Glöd-, Halogenlampan gör sig av med sin överskottsvärme med hjälp av IR strålning emedan lysdioden får lov och förlita sig på annan form av kylning. Trots effekter på 35 watt så kan kretskortet leverera iväg överskottsvärmen som bildas i lysdioden. Denna typ av applikation har sitt ursprung i den europeiska flygindustrin och samma typ av lösningar börjar användas inom fordonsindustrin. År 2007 tar fordonsindustrin beslut huruvida lysdioder ska få användas som huvudstrålkastare, då beräknas denna typ av konstruktion ha nått upp till behovet runt 3000 lm. Storleken kommer att ha krympt ner till 25 mm i diameter och kan då enklare appliceras där behovet av ljus finns.

### Färg
Standardfärgerna som används är gul, grön, röd, orange (amber), blå, cyan och vit. Den vita versionen finns i varmvit (2650 K) till kallvit (10 000 K). Vilken typ som ska användas är givetvis beroende av användningsområde. Ska man sätta samman flera stycken i en enhet så kan det vara en fördel om en röd används på var 6-7 st då de vita har väldigt lite rött i sina dioder. Varmvita innehåller mer rött ljus än kallvita och varmvita har bättre RA-värde (färgåtergivning) än kallvita.
Vad gäller RA (färgåtergivning) så finns det vita lysdioder på RA30 upp till RA96 men det vanligaste är att vita mellan 5000 och 10 000 K håller ca RA70 och mellan 2500 och 4500 håller de RA80. Det finns dock undantag men då minskar verkningsgraden men upp till RA95 finns kommersiellt.

### RGB-högeffektslysdiod
Den finns även som RGB-variant för tillämpningar med fullfärg. Den används bland annat i miljöer där enheter lyses upp och speciell känsla eller dynamik ska skapas. RGB står som tidigare nämnts för röd, grön och blå, tre primärfärger. De kan kombineras till nästintill vilken synlig färg som helst.
RGB-lysdioder är överlägsna Kallkatodrörs-lösningar (CCFL - Cold Cathode Fluorescent Lamp) i till exempel bakgrundsupplysta bildskärmar, då det är möjligt att överstyra färgerna i en bild.

### Energiförbrukning
De bästa lysdioderna har idag[när?] ett ljusutbyte om cirka 50 % av inmatad effekt resterande effekt blir tyvärr värme men i jämförelse med glödlampans 95-96 % värme så står den sig väl i energisynpunkt.
I jämförelse med lysrör och halogenljus kan vi se följande. Det som lysröret har som fördel är att de kan bära en mycket större energimängd ur samma ljusenhet jämfört med en lysdiod. En lysdiod kan däremot hantera ljuset bättre med hjälp av linser eller liknande jämfört med lysrör.
Lysrör har mellan 70 och 120 lm i ljusutbyte per watt och en lysdiod har mellan 40 och 135 lm i ljusutbyte per watt. 
Energiförbrukning som jämförelse är också intressant för den enda ljuskällan utan tilläggskomponenter som slukar energi är glödlampan. Att hitta energiförbrukning på de extra HF-donen eller transformatorerna är näst intill en omöjlighet hos de stora tillverkarna av lysdioder och halogentillverkarna.

### Lysdiod vs. Lysrör
Lysdiodens 100 lm/W degraderas med 10-20 % av elektronikstyrningen och sedan används linser för bästa verkningsgrad som också degraderar ljusflödet med ytterligare 10 %. Detta ger en verklig verkningsgrad på 72-81 lm/W. Jämför vi med de bästa varmvita (3000 K) som har 70 lm/W ger det ett verkligt ljusutbyte om 50-56 lm/W.
Lysrörets 100 lm/W degraderas också med 10-20 % av HF don och liknande sedan använder de reflektorer till att rikta ljuset vilka har en verkningsgrad på 50-70 %. Till detta kommer att många tillverkare/ljuskonsulter sätter raster och "mjuklysande" filter framför som har en verkningsgrad på 30 %. Detta ger en verklig verkningsgrad på 24-63 lm/W.
Temperaturjämförelse, här vet vi att lysdiodens verkningsgrad på vitt ljus ligger stabilt upp till ca 90 °C för att sedan degradera. Vid 90° har lysdioden tappat ca 5 % verkningsgrad medan lysröret teoretiskt har höjt sin verkningsgrad däremot i kylutrymmen har vi omvänt förhållande. Lysrören nästan halverat sitt ljusutbyte vid 4 - 8 °C och lysdiodens verkningsgrad har ökat med 2-4 % vilket gör att en normal butik eller bensinstation kan spara åtskilliga kilowattimmar på att byta till lysdiodsteknik i sina kyldiskar, läskautomater och utomhusbelysning.
År 2007 förutspås att mer än 50 % av alla nya typer av ljuskällor som levereras vara av typen LED. Anledningen till detta är framförallt intressanta faktorer såsom lägre effektförbrukning än andra ljuskällor och den mindre storleken. På en yta om 1,5 mm emitteras lika stor ljuseffekt som en kraftfull glödlampa. Ljuset som flödar ut från en lysdiod innehåller ingen värme. Lysdioderna innehåller inte bly, kvicksilver eller andra miljöpåverkande ämnen som strider mot RoHS-direktivet.

### Livslängd
Livslängden är en jämförelse som haltar då belysningsindustrins sätt att mäta livslängden i form av medellivslängd, vilket är samma sak som att 50 % av lysrören eller halogen- och glödlamporna har slocknat. Lysdioderna fungerar under dess hela livslängd och de flesta lysdioderna kommer att fungera långt över 200 000 timmar dock med reducerat ljusflöde. En normal livslängd är beroende på flera olika faktorer tillsammans men rent generellt är förpackningen (utformningen av det som håller chippet på plats) och dess termiska resistans som är de två viktigaste faktorerna. Det är en ganska enkel kontroll att göra då alla tillverkare har livslängdsberäkningar och termiskresistans i sina datablad.

## Montering
Vid montering av ljusintensiva Power-LED:s måste lysdiodens värmeavledning beaktas mycket noga. Att transportera bort stora mängder av värme är ett reellt problem i lysdiodsarrayer och dess utformning måste alltid optimeras. Det blir kritiskt med att ingående effekt ökar i lysdioderna vilket innebär att mer värme alstras i lysdioden. Ju snabbare värmen kan transporteras undan från lysdioden, desto mer ljus kan lysdioden alstra utan komplikationer. Mönsterkorten och värmepadden ska monteras och sammanfogas genom lödning i den normala processen med pick & place-utrustning (omsmältningslödning).

### Värmeavledning
De kommersiellt mest effektiva materialen för värmeavledning av elektronik är koppar och aluminium. Lysdioderna kan monteras på aluminiumsubstratmönsterkort med kopparlegering för att möjliggöra en direkt inlödning av värmepaden (heat sink slug) på lysdioden. Med detta monteringssätt leds värmen ned i mönsterkortet för att sedan kunna överföras till bakomliggande kylstruktur som till exempel kylfläns. På detta sätt kommer också lysdioden lysa starkare då ljusintensiteten reagerar negativt på värme, ju kallare lysdiod desto mer ljus!